# Egyiptom hadereje
Egyiptom hadereje a szárazföldi haderőből, a légierőből, a légvédelmi parancsnokságból és a haditengerészetből áll. Egyiptomot hadereje világszintű katonai hatalommá teszi, hiszen mind létszámában, mind technikai fejlettségében a világ legerősebb hadseregei közé tartozik.

## Fegyveres erők létszáma
- Aktív: 443 000 fő (melyből 322 000 fő sorozott)
- Szolgálati idő a sorozottaknak: 12 hónap
- Tartalékos: 254 000 fő

## Szárazföldi erők
Létszám
320 000 fő
Állomány
- 4 harckocsi hadosztály
- 8 gépesített hadosztály
- 1 Köztársasági Gárda dandár
- 4 önálló harckocsi dandár
- 4 önálló gépesített dandár
- 1 légimozgékonyságú dandár
- 2 önálló gyalog dandár
- 1 ejtőernyős dandár
- 1 kisegítő csoport
- 15 önálló tüzér dandár
- 2 rakéta dandár

Felszerelés
- 5050 db harckocsi (T–54/–55/–62, Ramses–II, M60, M1A1)
- 300 db felderítő harcjármű (BRDM–2)
- 795 db páncélozott gyalogsági harcjármű
- 4270 db páncélozott szállító jármű
- 1300 db tüzérségi löveg: 1010 db vontatásos, 290 db önjáró

## Légierő
Létszám
29 000 fő
Állomány
- 22 vadászrepülő század
- 7 közvetlen támogató század
- 2 felderítő század
- 27 szállító repülő század
- 6 harci helikopteres század

Felszerelés

Az egyiptomi légierő felségjelzése

- 608 db harci repülőgép (MiG–21, F–16A/B/C/D, Mirage 5D/E, J-6/–7, Mirage 2000, Alpha Jet, F-4)

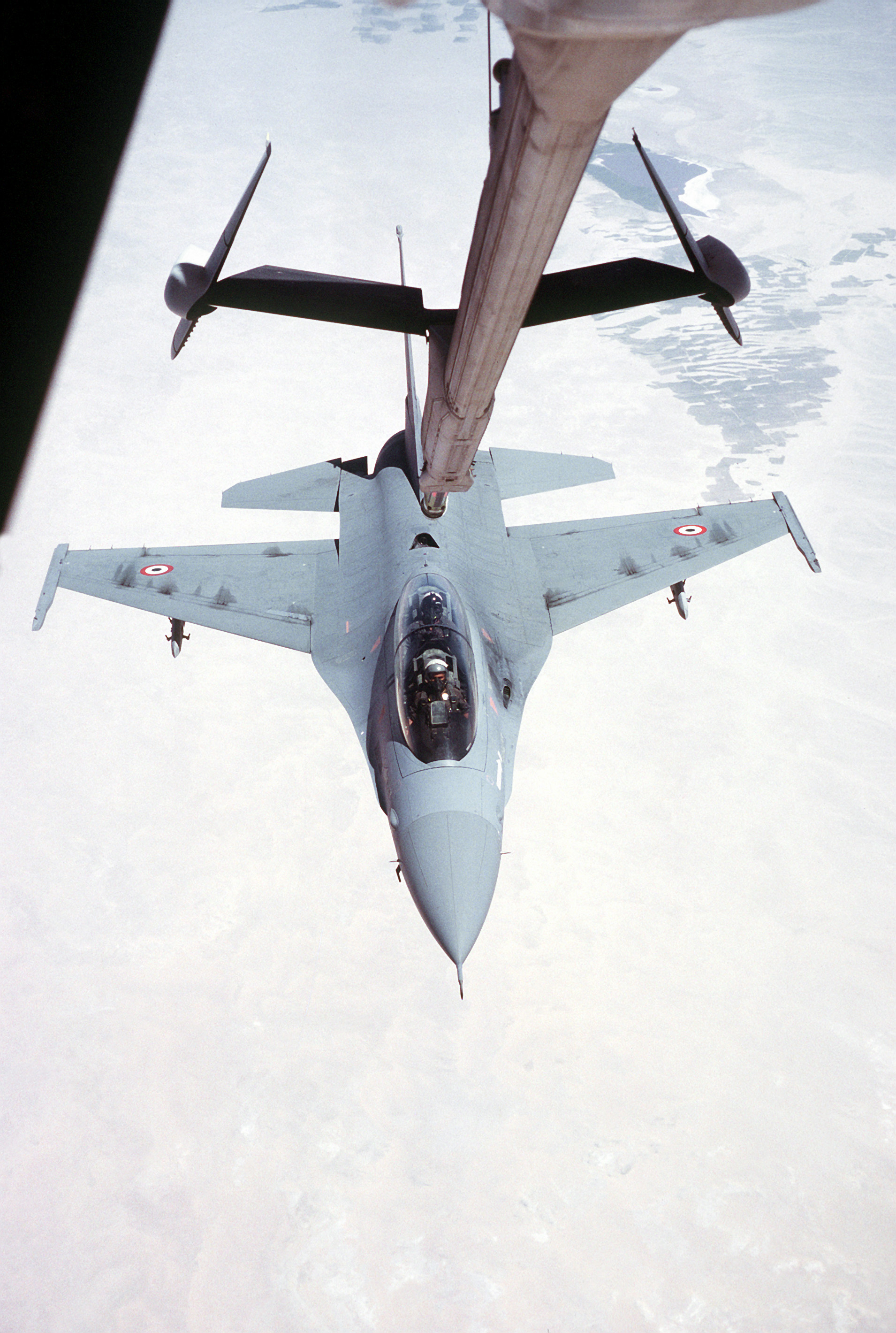
Egy F-16-os légiutántöltése

- 128 db harci helikopter
- 150 db szállító helikopter

## Légvédelmi Parancsnokság
Létszám
75 000 fő
Állomány
- 4 hadosztály

Felszerelés
- 300 db SZ–75 Dvina légvédelmi rakéta
- 232 db SZ–125 Nyeva–M légvédelmi rakéta
- 200 db SA-6 légvédelmi rakéta
- 78 db MIM–23 Hawk légvédelmi rakéta

## Haditengerészet
Létszám
19 000 fő
Hadihajók
- 4 db tengeralattjáró
- 1 db romboló
- 10 db fregatt
- 39 db járőrhajó
- 47 db egyéb feladatú hajó
- 2 db  Mistral típusú hadihajó